# Annales d’oculistique
Annales d’oculistique war eine französischsprachige medizinische Zeitschrift, gegründet 1838 und war damit die erste Fachzeitschrift für Augenheilkunde der Welt. Das jetzt noch existierende Graefe’s Archiv wurde 1854, erst 16 Jahre später, gegründet.

## Geschichte
Das erste Heft wurde von dem belgischen Augenarzt Florent Cunier zusammen mit Martin Schönfeld als Annales d’Oculustique et de Gynécologie veröffentlicht. Der hämische Spott: was haben diese Fächer gemeinsam – Gonokokken, führte zur sofortigen Reduzierung des Namens. In den 40er Jahren erschien die Zeitschrift monatlich und hatte zwei Büros, eines in Paris, und eines in Brüssel.
Nach dem Tod Cuniers 1853 übernahm Évariste Warlomont (1820–91) die Herausgeberschaft für ganze 38 Jahre. Er war es auch, der durch die vielen internationalen Kontakte der Zeitschrift die Idee des 1. Weltkongresses für Augenheilkunde hatte, der im September 1857 in Brüssel mit 250 Teilnehmern abgehalten wurde, und bis in jetzige Zeit periodisch in wechselnden Städten abgehalten wird. Das Büro der Zeitschrift befand sich nun in Brüssel mit einem komplett belgischen Redaktionskollegium.
Nach Warlomonts Tod wurde die Redaktion unter Emile Valude wieder in Paris heimisch. Bekanntester Herausgeber (1935–1958) war der schweizerisch-französische Victor Morax.
In den Annales publizierten viele namhafte Augenärzte Europas, und alle wichtigen französischen Ophthalmologen (z.B: Émile Javal) des 19. und frühen 20. Jahrhunderts.
1977 wurden die Annales d’oculistique mit den Archives d’Ophtalmologie zu dem Journal Français d’Ophtalmologie fusioniert.